# Гатын-Калинское поселение
Гатын-Калинское поселение — (чечен. ГIаьттин-Кхелли) является объектом культурного наследия, состоит из древнего поселения и могильника эпохи средней бронзы (III—II тысячелетия до н. э.), в трех км восточнее от райцентра селения Шатой Чеченской Республики.
В. И. Марковиным по ошибке памятники из селения Юкерч-Келой были отнесены к селению Гатын-Кале, памятники из селения Юкерч-Келой (боевая башня и могильник эпохи бронзы) были указана как Гатын-Калинские (такая привязка В.И. Марковиным тогда была дана из-за того, что они тогда административно входили в Гатын-Калинский сельский совет).

## География
Комплекс располагается в высокогорном Шатойском районе Чеченской республики в междуречье рек Аргун и Шаро-Аргун, в широкой равнине, ограниченной с севера склонами хребта Бандук, на юге — каньоном реки Верды-Эрк, являющейся правым притоком реки Аргун. Расположен в селе Юкерч-Келой, в 3-х км восточнее от райцентра села Шатой. Северо-западнее селения Асланбек-Шерипово (бывшее Гатын-Кале и Солнечное).

## История исследования памятников археологии
В 1956 году исследованием древностей Чечни занималась Северо-Кавказская археологическая экспедиция под руководством Е. И. Крупнова. Горным (Аргунским) отрядом экспедиции был обнаружен древний могильник эпохи средней бронзы недалеко от селения Асланбек-Шерипово. Раскопки производили археологи В. И. Марковин и В. А. Кузнецов. Некрополю советскими археологами дано название Гатын-Кале. Похожие большие захоронения были обнаружены в Малом Харсеное, Бельты и Саади-Котар которые относятся к куро-аракской культуре. Владимир Марковин на могильнике Гатын-Кале выделил «погребения в ямах, склепах, в сооружениях типа каменных ящиков и, наконец, могилы-кенотафы». Как правило, могильники лишены внешних признаков. Однако, наблюдения за планировкой могильников говорят, что древние люди хорошо представляли себе их структуру, местоположение каждого из погребальных сооружений. О том, что погребения имели свои обозначения на древней поверхности может свидетельствовать, например, планировка могильника Гатын-Кале. Погребения расположены по четырём параллельным рядам, вытянутым с северо-востока на юго-запад. В Гатын-Калинском поселении был обнаружен сгоревший жилой комплекс в виде турлучной постройки почти квадратной формы, датированный археологами ориентировочно серединой или второй половиной II тыс. до н. э. Двухкамерная турлучная постройка имела прямоугольный план и плоскую крышу. 

### Гатын-Калинский (Юкерч-Келойский) 1-й каменно-ящечный могильник
Могильник расположен около селения Асланбек-Шерипово рядом с каньоном реки Верды-Ахк, обрывается с юга к скалистому срезу. Могильник состоит из подземных каменных ящиков, пять из которых исследованы в 1958-1959 годах В. И. Марковиным. На основании монетных находок относится к XVII веку.

### Гатын-Калинский (Юкерч-Келойский) 2-й могильник
В 3 км северо-западнее селения Асланбек-Шерипово, рядом с шоссейной дорогой от Шатоя к селению Шаро-Аргун, расположен могильник, состоящий из склепов, каменных ящиков и грунтовых погребений. Изучался в 1956-1959 годах В. И. Марковиным. Вскрыто
36 могил, датируемых эпохой бронзы - около 1700-1400 годов до н. э.

### Гатын-Калинское (Юкерч-Келойское) поселение
В 1,5 км к юго-востоку от селения Асланбек-Шерипово, Аргунским отрядом был обнаружен еще одно поселение ранней бронзы, у дороги в селение Хал-Килой близь каньона речки Хьер-ял. Изучалось В. И. Марковиным в 1958-1959 годах, когда и был раскопан жилой комплекс ранней бронзы.

## Описание могильника
В Гатын-Калинском поселении раскопано 37 захоронений и каждая могила — это целый музей древности. При раскопках обнаружены каменные боевые топоры и грушевидные булавы, бронзовые топоры, украшения из бронзы — височные подвески, медальоны, бляшки, бронзовые булавки, многовитковые браслеты, бусинки из сердолика. Однако самые интересные артефакты были найдены в вырытых в грунте могилах. В раскопе было обнаружено большое количество глиняной посуды, что она была сложена пластами, охватывающие бренные останки умерших. Такие могилы напоминают погребения древних племен эпохи бронзы в Азербайджане, Дагестане, Грузии. Неясно, зачем так много посуды укладывали в одну могилу. Всего обнаружено 140 сосудов и 128 восстанавливаемых форм; опубликовано около 120 целых сосудов.
Местные жители имели контакты с внешним миром. Бусы из каспийских раковин свидетельствуют о наличии связей с жителями прибрежных районов. Интересна посуда, обнаруженная в Гатын-Калинском поселении. Многие из сосудов имеют грубое шероховатое покрытие — перед обжигом горшки обмазывали глиной. Посуда почти полностью лишена орнаментов — вся отделка сводится к налепленным шишечкам в виде сосков, рожек, а то и просто декорированная головка барана. Это характерное оформление для изделий из дагестанских поселений эпохи бронзы. Несомненно, жители этой местности находилось под влиянием древней Каякентской-Харачоевской культуры. Однако обнаруженные в одной из могил обломок обсидиана, предметы из бронзы, покрытые литым узором  имитирующим верёвку украшения, указывают на общение бывших жителей Гатын-Калинского поселения с племенами Центрального Кавказа, где имеются залежи обсидиана и где широко в древности встречается украшения, подобный шнур или веревочку.
Нужно отметить также и об изделиях из камня эпохи неолита (топоры, булавы, топоры-мотыги), кости (подвески-украшения, проколки-шилья и другие предметы), а также бусы из разнообразных материалов (агат, сердолик, горный хрусталь, известняк, стеклянная паста разных тонов — белого, голубого, сине-зеленого и розоватого). Эти люди пользовались широким ассортиментом вещей, которые шли на Северный Кавказ через Закавказье из стран Востока.
Можно полагать, что в древности Гатын-Калинское население занималось скотоводством и земледелием. Это было патриархальное общество: изыскания показали, что парные погребения (мужчины и женщины) зарождаются собственно с появлением патриархата. А в Гатын-Калинском найдено несколько таких могил — женщину убивали, чтобы и в загробном мире она могла сопровождать своего супруга. Такие обряды погребения существовали в конце III — первой половине II тысячелетия до н. э.